# سیستم هوشمند ترکیبی
سیستم هوشمند ترکیبی (به انگلیسی: Hybrid intelligent system) به سامانه‌ای نرم‌افزاری گفته می‌شود که به صورت همزمان از ترکیب روش‌ها و فنون چند‌رشته‌ای هوش مصنوعی بهره می‌برد؛ مانند:
- سامانه‌های عصبی-نمادین (Neuro‑symbolic)
- سامانه‌های عصبی–فازی (Neuro‑fuzzy)
- مدل‌های ترکیبی ارتباط‌گرا‑نمادین
- سامانه‌های خبره فازی
- سیستم‌های خبره ارتباط‌گرا
- شبکه‌های عصبی تکاملی
- سامانه‌های فازی-ژنتیکی
- ترکیب خشن–فازی (Rough–fuzzy)
- یادگیری تقویتی همراه با روش‌های فازی، عصبی یا تکاملی به‌همراه استدلال نمادین.

از دیدگاه علوم شناختی، هر سامانه هوشمند طبیعی یک سامانه ترکیبی است، زیرا عملیات ذهنی را هم در سطح نمادین و هم در سطح زیرنمادین انجام می‌دهد. در چند سال اخیر بحث فزاینده‌ای درباره اهمیت یکپارچه‌سازی سامانه‌های هوش مصنوعی شکل گرفته است. بر این اساس که تا کنون سامانه‌های ساده و خاص هوش مصنوعی (مانند سامانه‌های بینایی رایانه‌ای، تولید گفتار و غیره، یا نرم‌افزارهایی که از برخی مدل‌های ذکرشده بهره می‌برند) ایجاد شده‌اند و اکنون زمان آن است که برای خلق سامانه‌های گسترده هوش مصنوعی، به یکپارچه‌سازی بپردازیم. از جمله مدافعان این رویکرد می‌توان به پژوهشگرانی چون ماروین مینسکی، ران سان، آرون اسلمن، آنژلو دالی و مایکل آ. آربیب اشاره کرد.
یک نمونه ترکیبی، سامانه کنترل سلسله‌مراتبی است که در آن لایه‌های پایین‌تر و واکنشی، زیرنمادین هستند. لایه‌های بالاتر که محدودیت‌های زمانی کمتری دارند، قادر به استدلال بر پایه مدل جهان انتزاعی و انجام زمان‌بندی و برنامه‌ریزی هستند.
سامانه‌های هوشمند معمولاً بر فرایندهای استدلال ترکیبی متکی‌اند، که شامل استقرا، استنتاج، ربایش و استدلال به روش قیاس می‌شود.برای نمونه، کنترل‌کننده‌های سلسله‌مراتبی را تصور کن که در لایه‌های پایین واکنشی زیرنمادین عمل می‌کنند، در حالی که لایه‌های بالاتر قابلیت استدلال انتزاعی و برنامه‌ریزی دارند.

### فهرست‌ها
- فهرست فناوری‌های نوظهور
- رئوس مطالب هوش مصنوعی

## مراجع
- R. Sun & L. Bookman, (eds.), Computational Architectures Integrating Neural and Symbolic Processes. Kluwer Academic Publishers, Needham, MA. 1994. (http://www.cogsci.rpi.edu/~rsun/book2-ann.html) خطا در الگوی Webarchive: نشانی نامعتبر.
- S. Wermter and R. Sun, (eds.) Hybrid Neural Systems. Springer-Verlag, Heidelberg. 2000. (http://www.cogsci.rpi.edu/~rsun/book4-ann.html) خطا در الگوی Webarchive: نشانی نامعتبر.
- R. Sun and F. Alexandre, (eds.) Connectionist-Symbolic Integration. Lawrence Erlbaum Associates, Mahwah, NJ. 1997.
- Ibaraki, S. [(https://stephenibaraki.com/ieee-tems/interviews/v0324/angelo_dalli_ieee-tems.html) Hybrid Intelligence interview with Angelo Dalli] in IEEE Technology and Management Society. 2024.
- Albus, J. S., Bostelman, R., Chang, T., Hong, T., Shackleford, W., and Shneier, M. [(https://web.archive.org/web/20080916231506/http://www.isd.mel.nist.gov/documents/shneier/LAGRLearn.pdf) Learning in a Hierarchical Control System: 4D/RCS] in the DARPA LAGR Program NIST, 2006
- A.S. d'Avila Garcez, Luis C. Lamb & Dov M. Gabbay. [(https://www.springer.com/gp/book/9783540732457) Neural-Symbolic Cognitive Reasoning]. Cognitive Technologies, Springer (2009). شابک ‎۹۷۸−۳−۵۴۰−۷۳۲۴۵−۷.
- [(http://www.softcomputing.net/ijhis/) International Journal of Hybrid Intelligent Systems]
- (http://www.iospress.nl/html/14485869.php) خطا در الگوی Webarchive: نشانی نامعتبر.
- International Conference on Hybrid Intelligent Systems (http://his.hybridsystem.com/)
- HIS'01: (http://www.softcomputing.net/his01/)
- HIS'02: (https://web.archive.org/web/20060209160923/http://tamarugo.cec.uchile.cl/~his02/)
- HIS'03: (http://www.softcomputing.net/his03/)
- HIS'04: (https://web.archive.org/web/20060303051902/http://www.cs.nmt.edu/~his04/)
- HIS'05: (https://web.archive.org/web/20051223013031/http://www.ica.ele.puc-rio.br/his05/)
- HIS'06 (https://web.archive.org/web/20110510025133/http://his-ncei06.kedri.info/)
- HIS'7 September 17–19, 2007, Kaiserslautern, Germany, (http://www.eit.uni-kl.de/koenig/HIS07_Web/his07main.html)
- hybrid systems resources: (http://www.cogsci.rpi.edu/~rsun/hybrid-resource.html) خطا در الگوی Webarchive: نشانی نامعتبر.